# 배리 타운 유나이티드 FC
배리 타운 유나이티드 FC(영어: Barry Town United Football Club, 웨일스어: Clwb Pêl Droed Tref Y Barri)는 배리를 연고로 하는 웨일스의 축구 클럽이다. 현재는 웨일스 프리미어리그에 참가하고 있다.

## 성적
- 웨일스 프리미어리그 우승 7회 (1995-96, 1996-97, 1997-98, 1998-99, 2000-01, 2001-02, 2002-03)
- 웨일스 컵 우승 6회 (1954-55, 1993-94, 1996-97, 2000-01, 2001-02, 2002-03)
- 웨일스 리그컵 우승 4회 (1996-97, 1997-98, 1998-99, 1999-2000)

## 선수 명단

### 현역
- 에반 프레스(2018 ~ )